# Continental Team Astana/Saison 2012
Dieser Artikel listet Erfolge und Fahrer des Radsportteams Continental Team Astana in der Saison 2012 auf.

## Erfolge in der UCI Africa Tour
Bei den Rennen der UCI vTour im Jahr 2012 gelangen dem Team nachstehende Erfolge.
| Datum     | Rennen                              | Kat. | Fahrer           |
| --------- | ----------------------------------- | ---- | ---------------- |
| 25. April | 2. Etappe La Tropicale Amissa Bongo | 2.1  | Nikita Umerbekow |

## Erfolge in der UCI America Tour
Bei den Rennen der UCI America Tour im Jahr 2012 gelangen dem Team nachstehende Erfolge.
| Datum       | Rennen                                        | Kat. | Fahrer           |
| ----------- | --------------------------------------------- | ---- | ---------------- |
| 20. Februar | 2a. Etappe Vuelta a la Independencia Nacional | 2.2  | Ruslan Tleubajew |

## Erfolge in der UCI Asia Tour
Bei den Rennen der UCI Asia Tour im Jahr 2012 gelangen dem Team nachstehende Erfolge.
| Datum    | Rennen                                             | Kat. | Fahrer         |
| -------- | -------------------------------------------------- | ---- | -------------- |
| 22. Juni | Kasachische Meisterschaft – Einzelzeitfahren (U23) | CN   | Alexei Luzenko |
| 24. Juni | Kasachische Meisterschaft – Straßenrennen (U23)    | CN   | Alexei Luzenko |

## Erfolge in der UCI Europe Tour
Bei den Rennen der UCI Europe Tour im Jahr 2012 gelangen dem Team nachstehende Erfolge.
| Datum            | Rennen                             | Kat. | Fahrer           |
| ---------------- | ---------------------------------- | ---- | ---------------- |
| 3. Juni          | Coppa della Pace                   | 1.2  | Ruslan Tleubajew |
| 17. Juli         | 1. Etappe Giro della Valle d’Aosta | 2.2U | Arman Kamyschew  |
| 21. Juli         | 5. Etappe Giro della Valle d’Aosta | 2.2U | Alexei Luzenko   |
| 25. Juli         | 1. Etappe Tour Alsace              | 2.2  | Ruslan Tleubajew |
| 9. September     | 1b. Etappe Tour of Bulgaria        | 2.2  | Alexei Luzenko   |
| 10. September    | 2. Etappe Tour of Bulgaria         | 2.2  | Arman Kamyschew  |
| 9.–15. September | Gesamtwertung Tour of Bulgaria     | 2.2  | Maqsat Ajasbajew |

## Platzierungen in UCI-Ranglisten
| UCI Continental Circuit | Platz |
| ----------------------- | ----- |
| UCI Africa Tour 2012    | 7     |
| UCI America Tour 2012   | 16    |
| UCI Asia Tour 2012      | 17    |
| UCI Europe Tour 2012    | 27    |

## Mannschaft
| Name                   | Geburtstag         | Nationalität | Team 2011   |
| ---------------------- | ------------------ | ------------ | ----------- |
| Tynys Akanow           | 3. September 1992  | Kasachstan   | Neoprofi    |
| Maqsat Ajasbajew       | 27. Januar 1992    | Kasachstan   | Neoprofi    |
| Miras Bederbekow       | 15. September 1989 | Kasachstan   | Neoprofi    |
| Ilja Dawidenok         | 19. April 1992     | Kasachstan   | Neoprofi    |
| Daniil Fominych        | 28. August 1991    | Kasachstan   | Neoprofi    |
| Wladislaw Gorbunow     | 7. Dezember 1991   | Kasachstan   | Neoprofi    |
| Abdraimschan Ischanow  | 10. April 1990     | Kasachstan   | Neoprofi    |
| Nasar Jumabekow        | 1. März 1987       | Kasachstan   | Ulan (2008) |
| Arman Kamyschew        | 14. März 1991      | Kasachstan   | Neoprofi    |
| Kanstanzin Klimiankou  | 3. August 1989     | Belarus      | Neoprofi    |
| Nurbolat Kulimbetow    | 9. Mai 1992        | Kasachstan   | Neoprofi    |
| Alexei Luzenko         | 7. September 1992  | Kasachstan   | Neoprofi    |
| Alexander Schuschemoin | 23. Februar 1987   | Kasachstan   | Ulan (2008) |
| Roman Semjonow         | 23. Januar 1993    | Kasachstan   | Neoprofi    |
| Ruslan Tleubajew       | 7. März 1987       | Kasachstan   | Ulan (2008) |
| Nikita Umerbekow       | 14. September 1991 | Kasachstan   | Neoprofi    |